# Bơ (thực vật)
Bơ (danh pháp hai phần: Persea americana) là một loại cây cận nhiệt đới có nguồn gốc từ México và Trung Mỹ, được phân loại thực vật có hoa, hai lá mầm, họ Lauraceae. Con người biết ăn trái cây bơ từ xưa, bằng chứng là người ta tìm thấy bình nước hình trái bơ tại đô thành Chan Chan trước thời đại Inca.
Cây bơ cao khoảng 20 mét, lá chen kẽ, mỗi lá dài 12–25 cm, hoa không hiện rõ, màu xanh-vàng, mỗi hoa lớn độ 5–10 mm.
Trái của cây bơ hình như cái bầu nước, dài 7–20 cm, nặng 100g-1 kg. Vỏ mỏng, hơi cứng, màu xanh lục đậm, có khi gần như màu đen. Khi chín, bên trong thịt mềm, màu vàng nhạt, giống như chất bơ, có vị ngọt nhạt. Hột trái bơ hình tựa quả trứng, dài 5 – 6 cm, nằm trong trung tâm, màu nâu đậm, và rất cứng.
Một cây bơ trung bình ra 120 trái một năm. Vườn bơ có khả năng sản xuất 7 tấn trái bơ mỗi hecta mỗi năm, có vườn đạt đến 20 tấn . Cây bơ không hợp trồng ở vùng lạnh, chỉ phát triển ở vùng nhiệt đới và ôn đới.
Thịt trái bơ thường được dùng làm nguyên liệu cho các món sinh tố giải khát, làm salad, sushi hoặc có thể dùng để ăn với bánh mì bằng cách quết lên bánh và rắc thêm một chút đường. Ngoài ra, bơ cũng được dùng trong việc chăm sóc da, tuy nhiên việc ăn nhiều bơ cũng gây nên bệnh về gan.

## Lịch sử

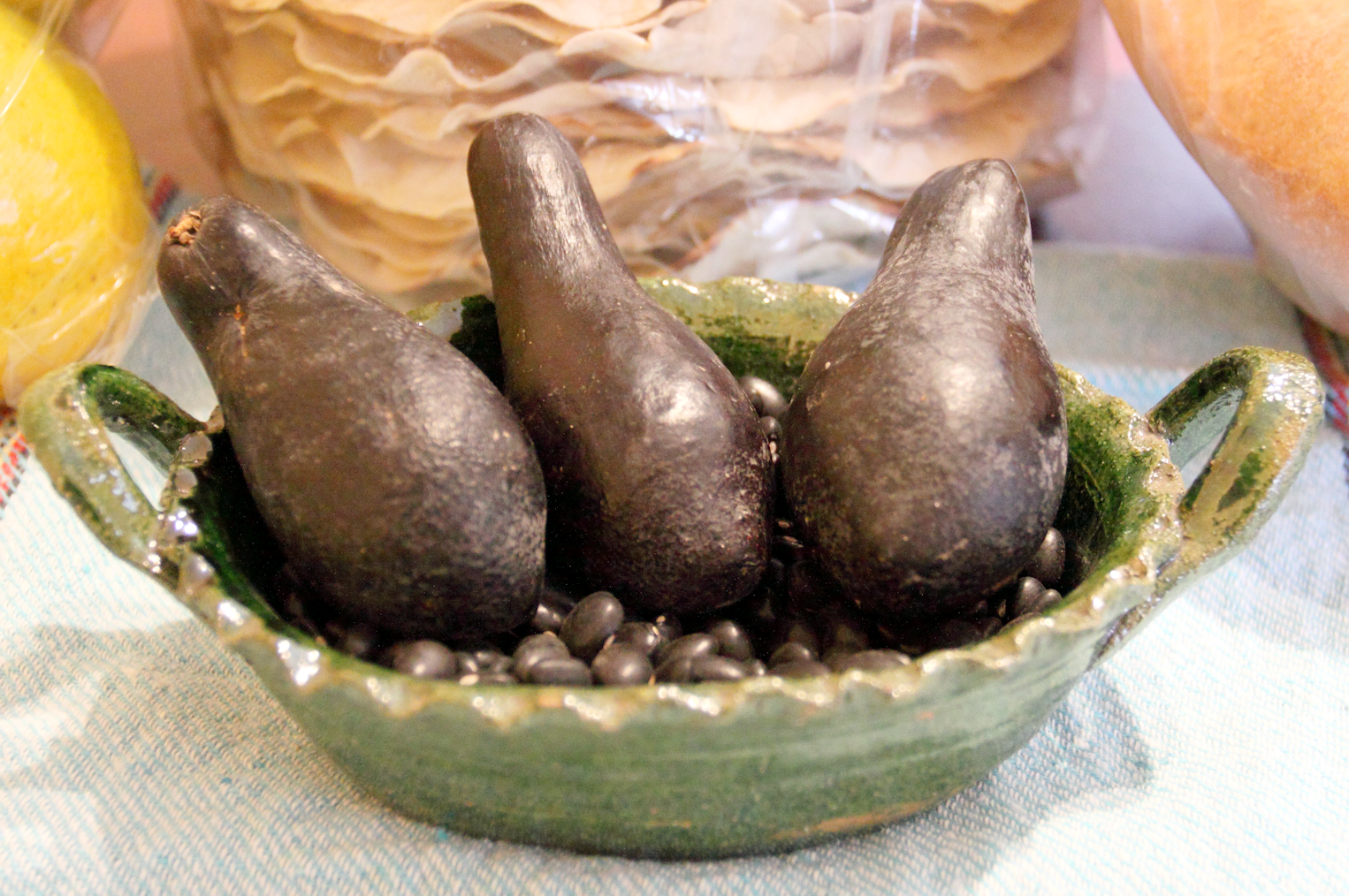
Loài bơ criollo nguyên thủy, tiền thân của giống bơ nhà

Persea americana được cho là xuất phát từ Puebla, México. Chứng tích hóa thạch thì ghi nhận rằng loài bơ và cận chủng phát triển hàng triệu năm về trước trên một vùng địa lý rộng lớn có khí hậu và thổ nhưỡng thích hợp, phía bắc lan đến tận California, phía nam là Trung Mỹ.
Giống bơ bản địa có tên tiếng Tây Ban Nha là criollo ra trái nhỏ, vỏ đen sậm, hạt to. Bằng chứng xưa nhất rằng trái bơ được loài người sử dụng được khai quật ở trong hang động thuộc Coxcatlán, Puebla, México khoảng 10 ngàn năm trước Công nguyên. Cây bơ được trồng từ lâu ở Trung và Nam Mỹ; cổ vật phát hiện ở Chan Chan mang niên đại 900 năm sau Công nguyên thuộc nền văn hóa Tiền Inca là một bình nước hình dạng trái bơ.
Trong văn tịch thì trái bơ xuất hiện lần đầu trong sách Suma De Geographia Que Trata De Todas Las Partidas Y Provincias Del Mundo của Martín Fernández de Enciso soạn năm 1519. Ông sinh khoảng năm 1470 và mất 1528. Với sách tiếng Anh thì Hans Sloane năm 1696 nhắc đến bơ trong bản liệt danh các loài thảo mộc ở Jamaica. Người Âu châu đem trồng cây bơ ở Indonesia năm 1750, Brasil năm 1809, Nam Phi và Úc cuối thế kỷ 19, rồi Trung Đông năm 1908.

## Cách bảo quản sinh tố bơ
- Bảo quản ở nơi lạnh từ 5 - 10 độ C.

## Một vài hình ảnh về cây bơ

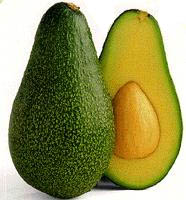
Trái bơ bổ đôi theo chiều dọc, giữa có hột to tròn
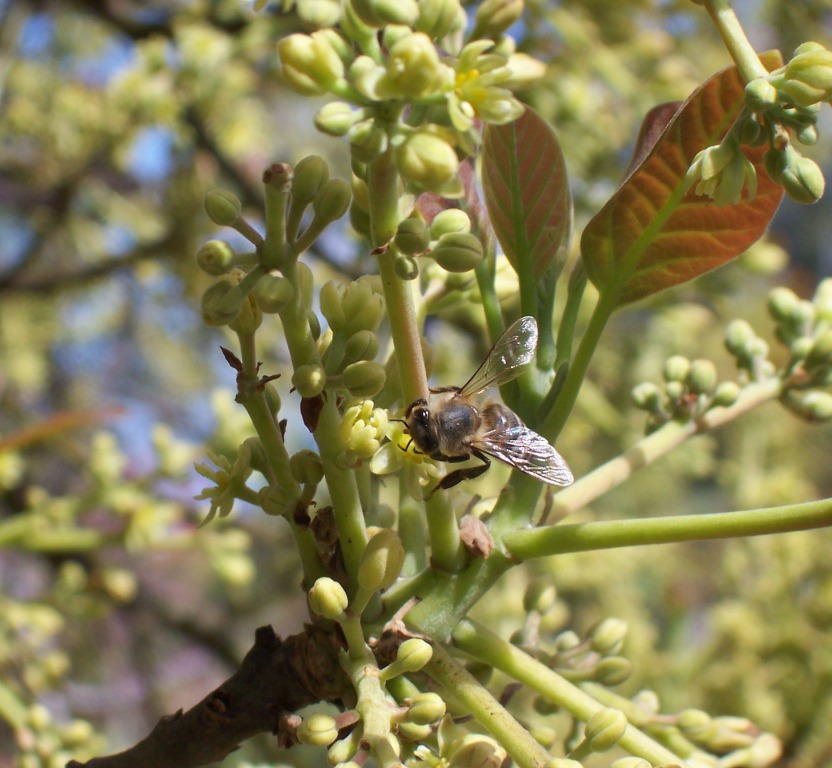
Hoa cây bơ vào mùa Xuân.
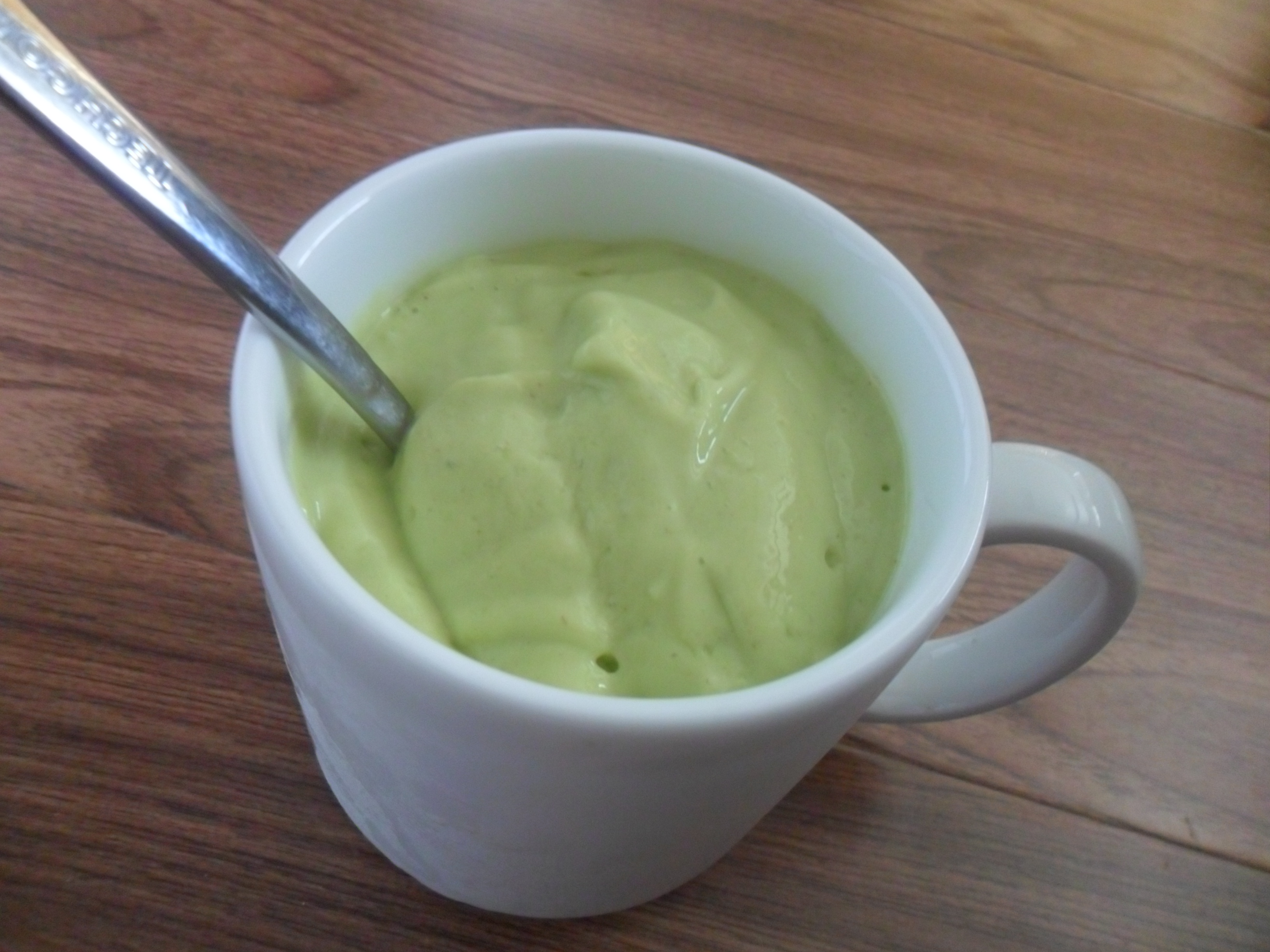
Sinh tố bơ

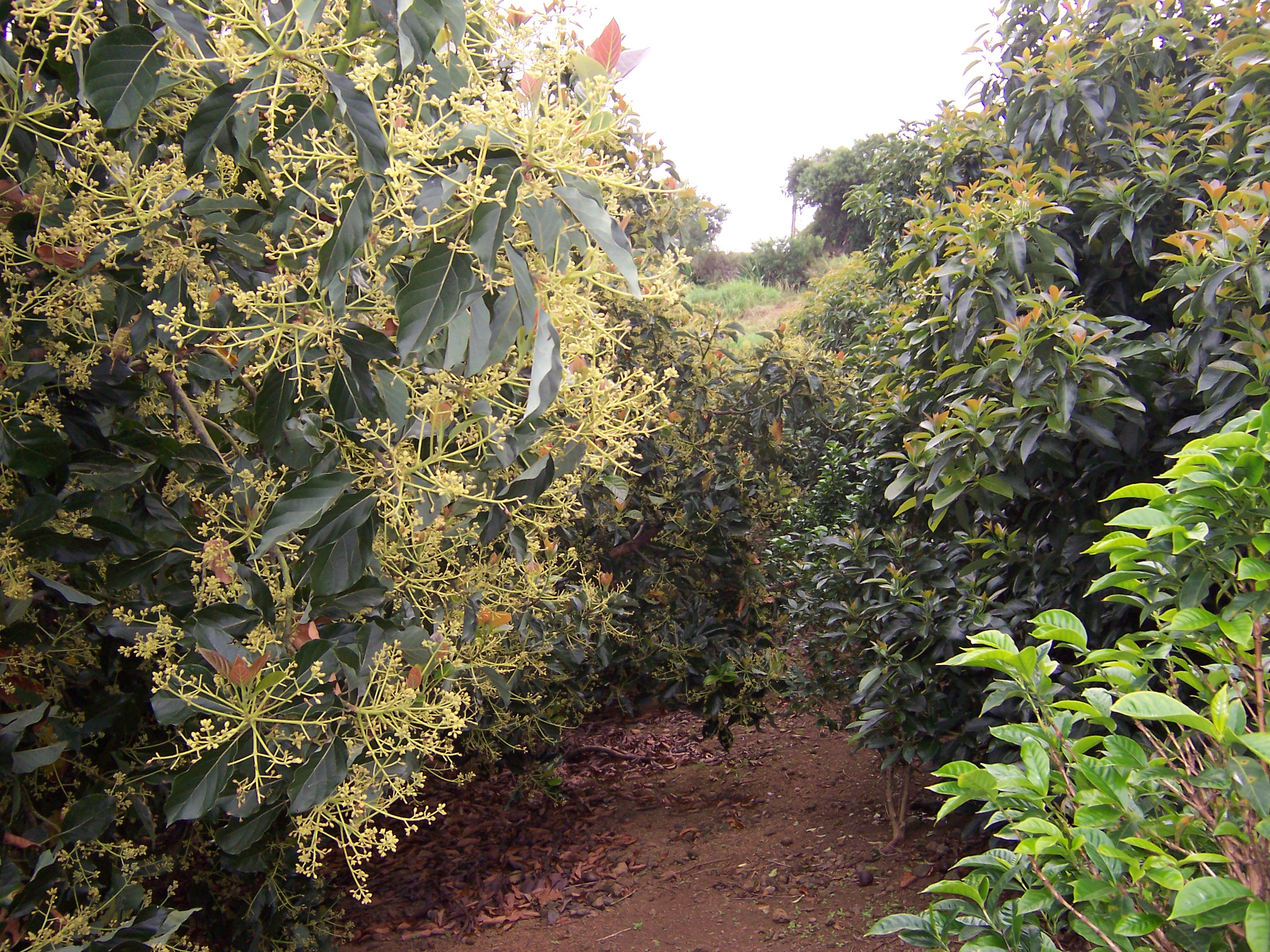
Trại trồng bơ giữa lúc cây ra hoa
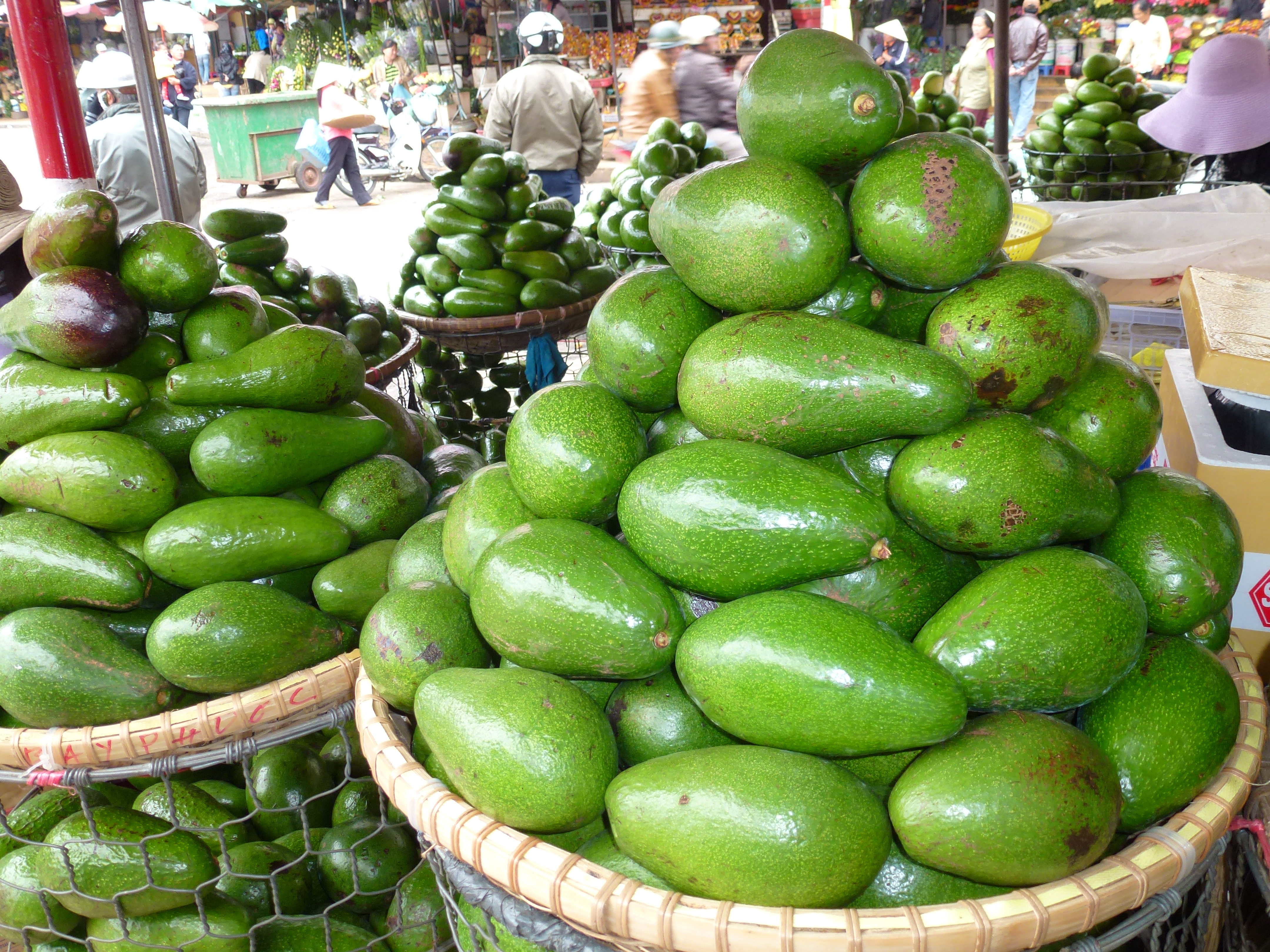
Quả bơ bán tại chợ Đà Lạt, Việt Nam
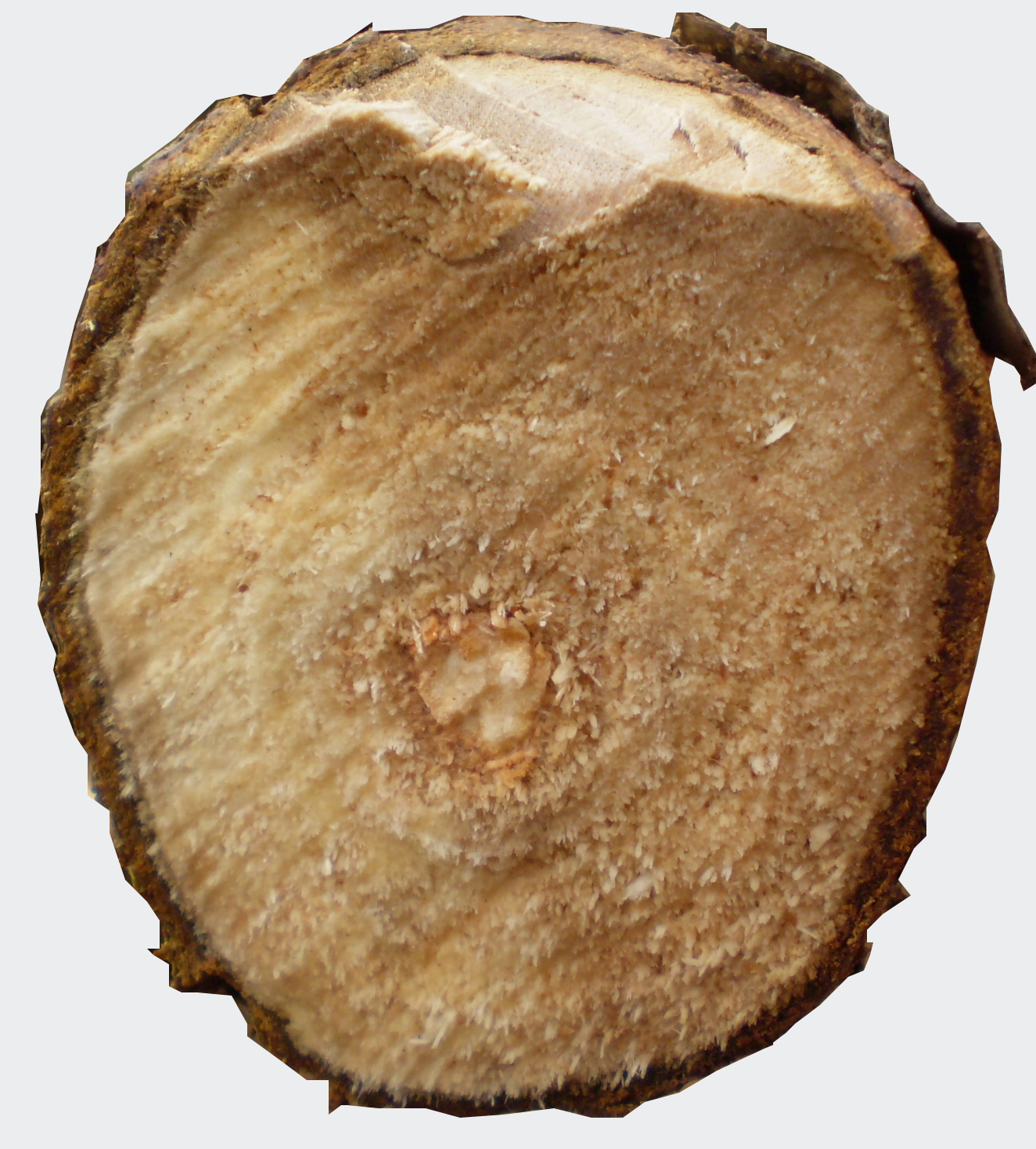
Tiết diện thân gỗ cây bơ

## Hình ảnh

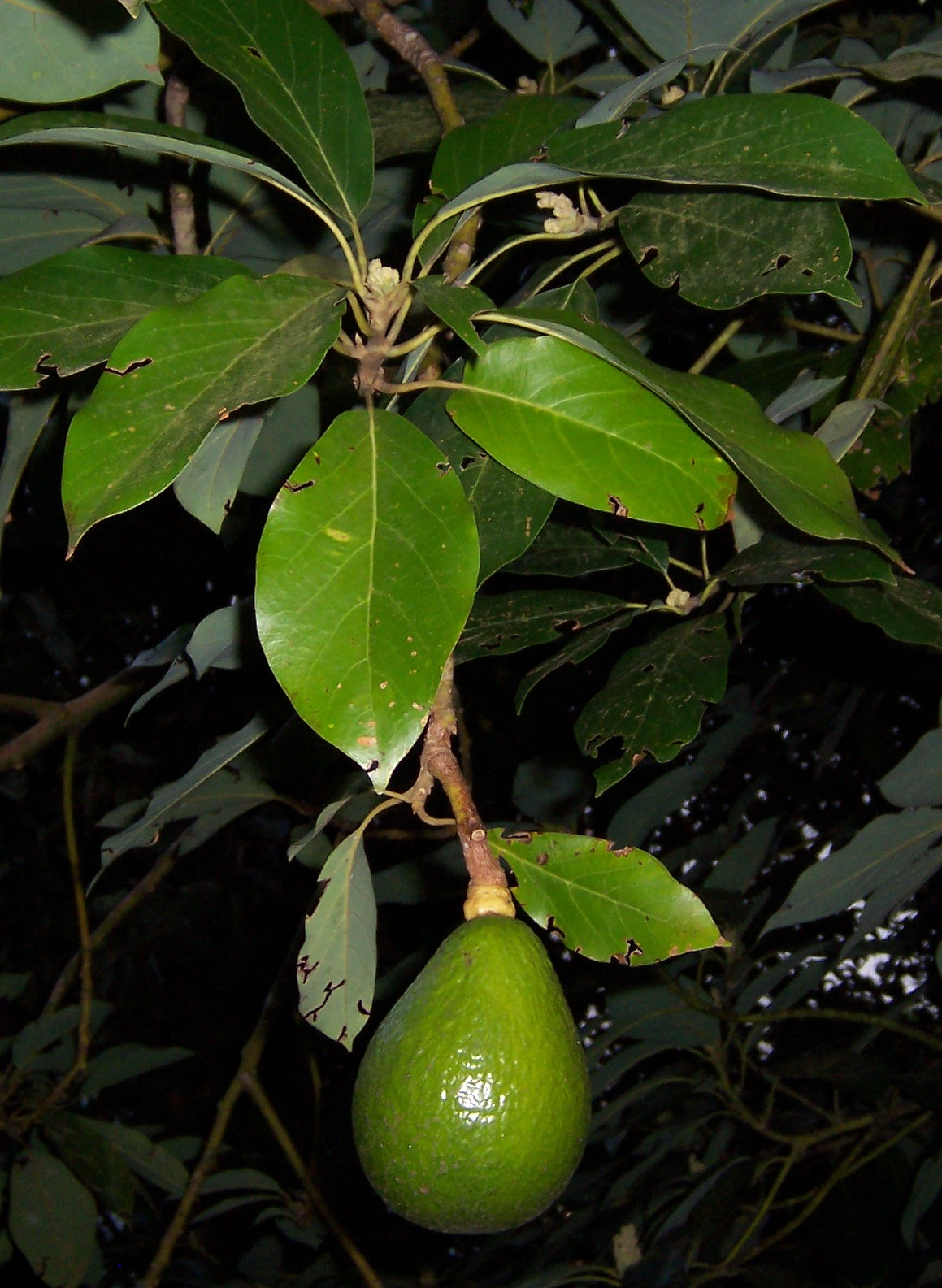
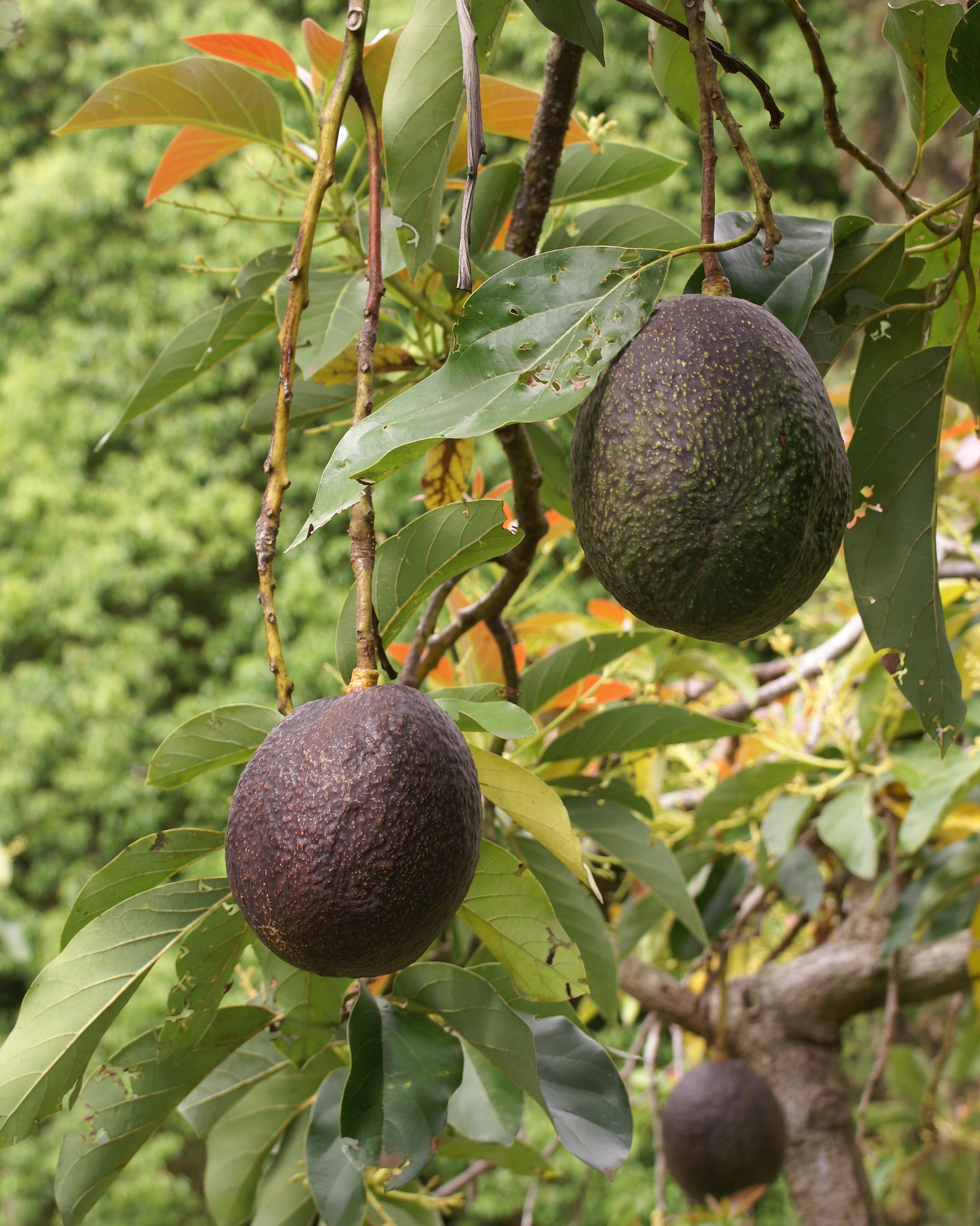
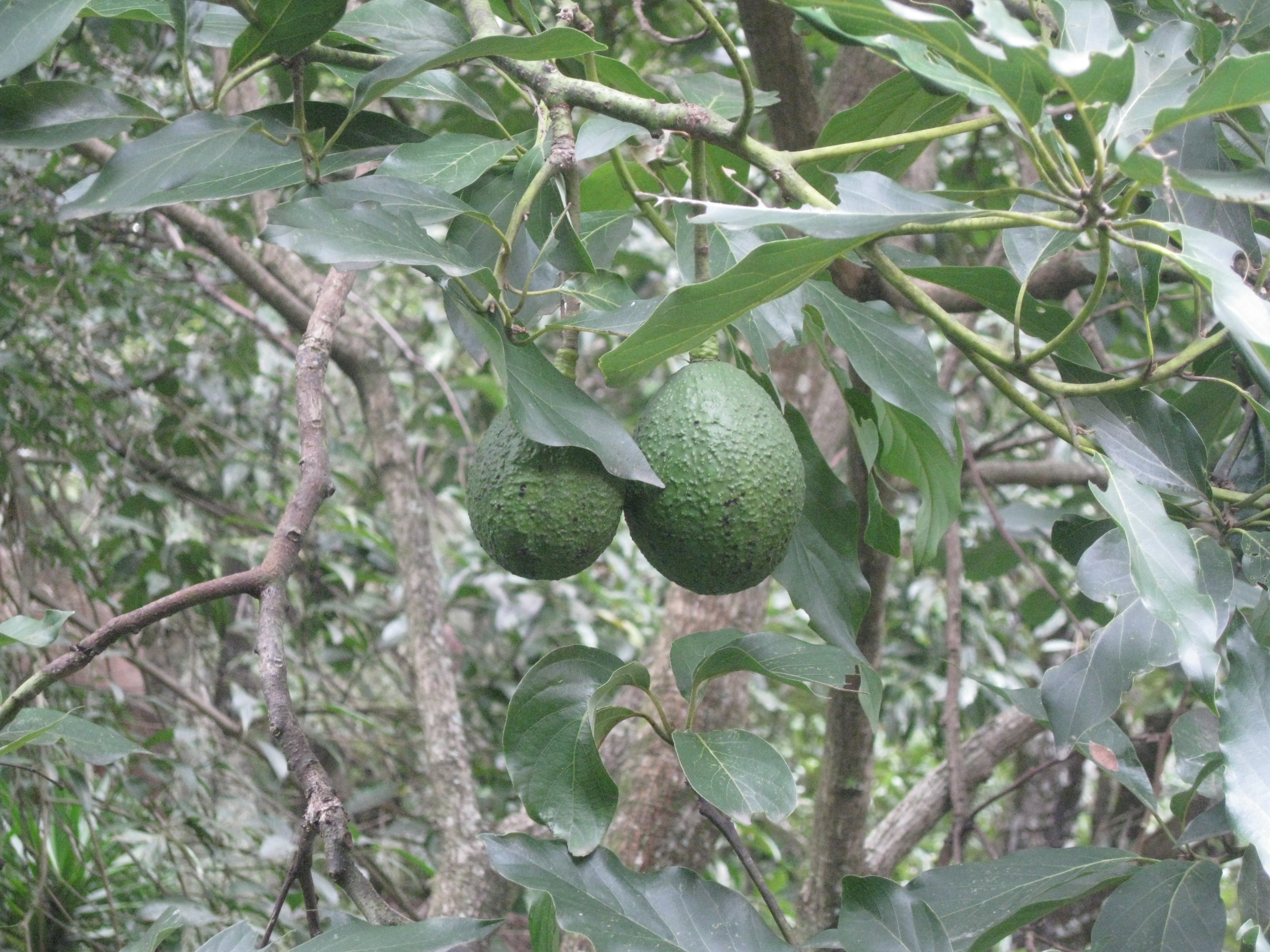
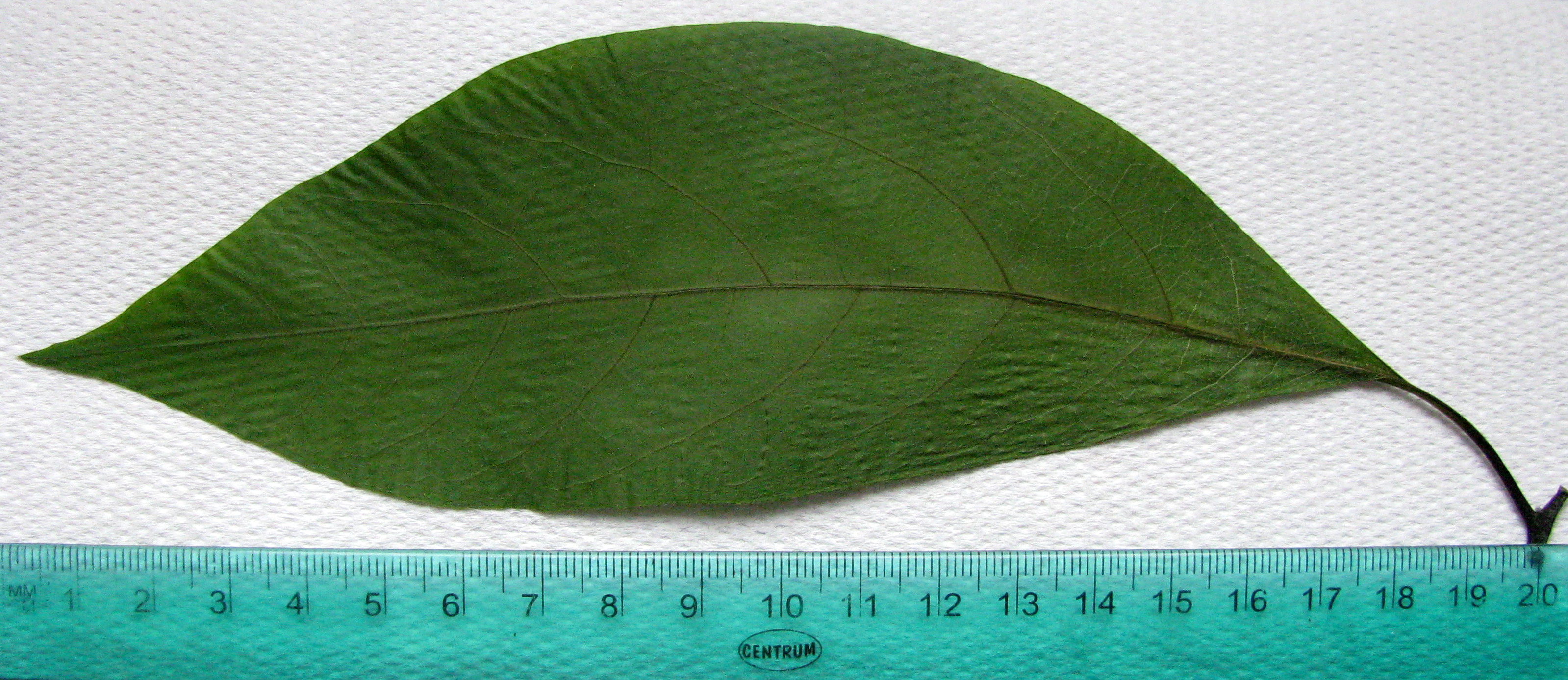
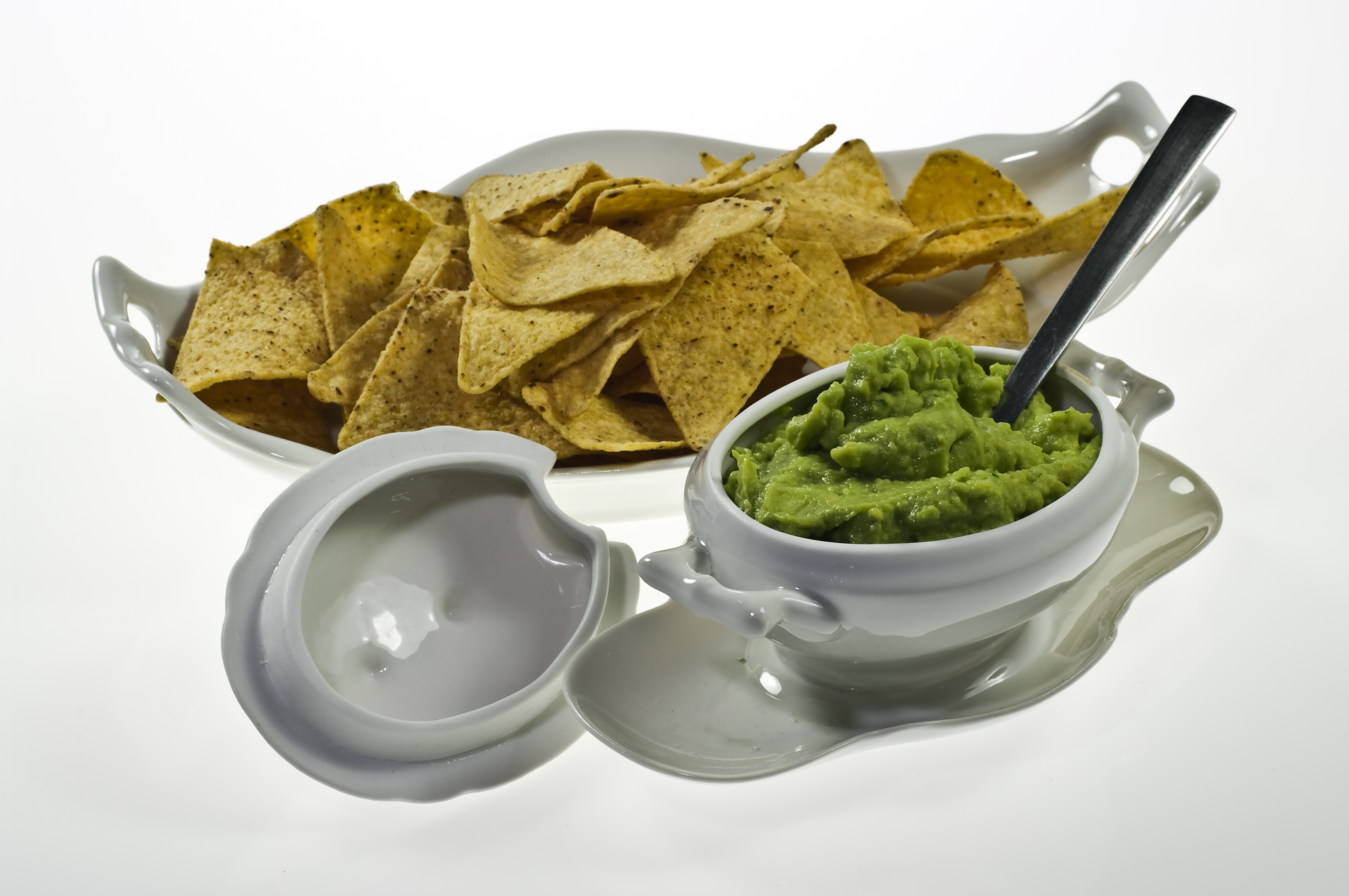
Guacamole là món xốt làm từ bơ xay nhuyễn
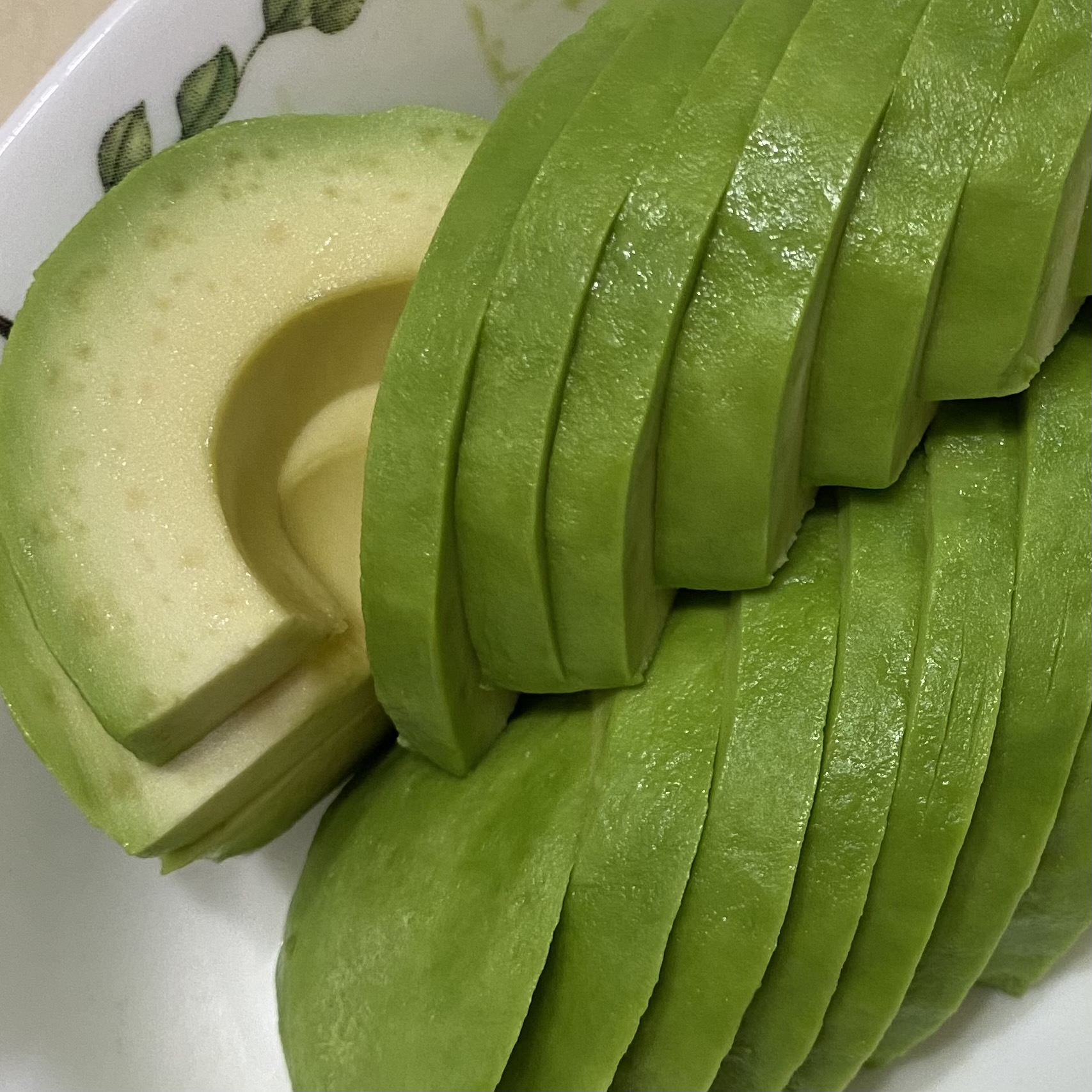
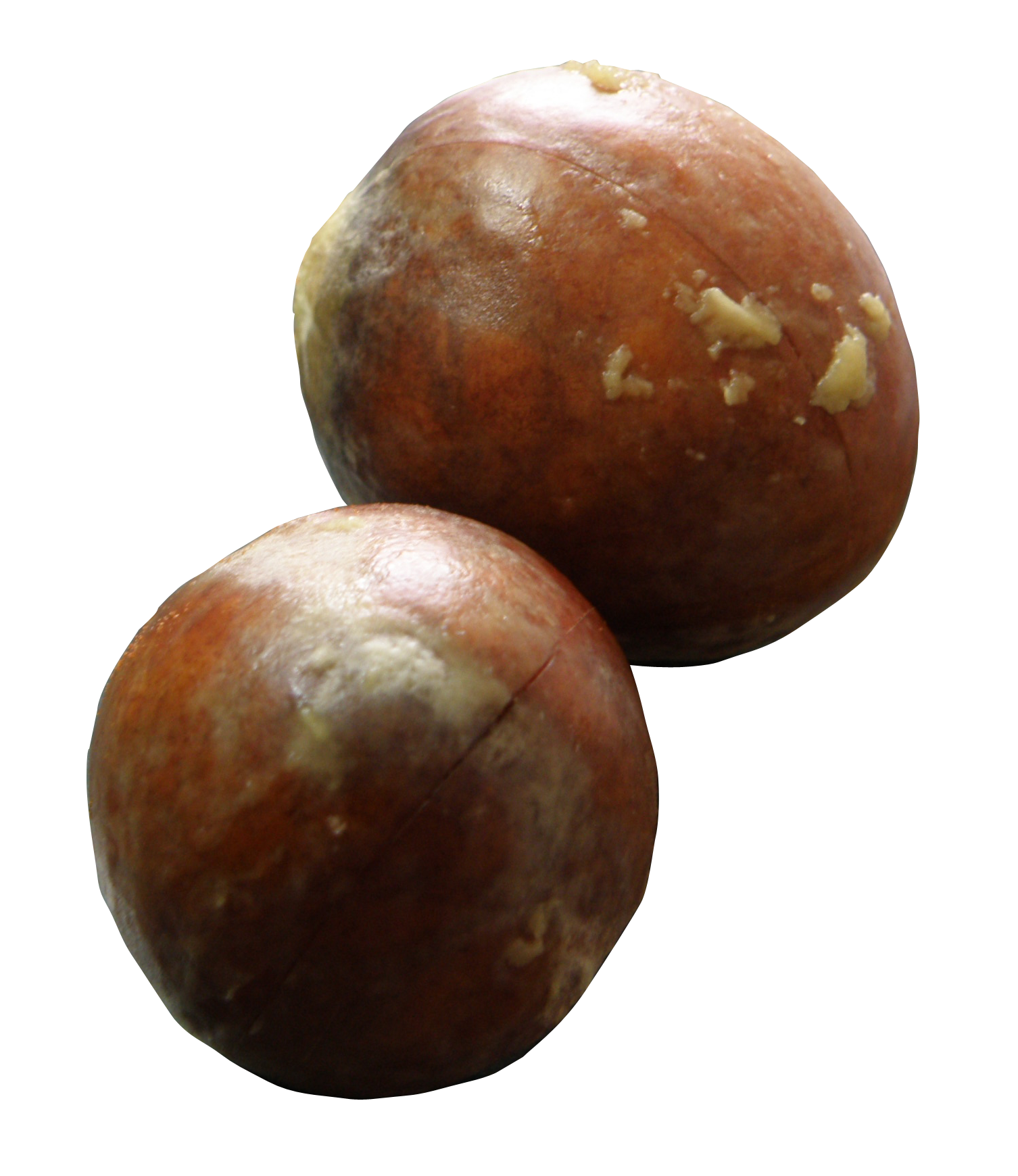